# Namco Pac-Land
Namco Pac-Land es una placa de arcade creada por Namco destinada a los salones arcade.

## Descripción
El Namco Pac-Land fue lanzada por Namco en 1984.
El sistema tenía un procesador 6809 , y el audio lo gestionaba el HD63701, que manejaba un chip de audio Custom 8 channel programmable 4-bit WSG.
En esta placa funcionaron 5 títulos.

## Especificaciones técnicas

### Procesador
- 6809

### Audio
- HD63701

Chip de sonido
- - Custom 8 channel programmable 4-bit WSG.

### Video
- Resolución 288x224 pixeles

## Lista de videojuegos
- Baraduke / Alien Sector
- Dragon Buster
- Metro Cross
- Pac-Land
- Sky Kid